# Prostitute (Alphaville)
Prostitute è il quarto album in studio degli Alphaville, pubblicato il 26 agosto 1994. Fools e The Impossible Dream furono estratti come singoli rispettivamente a luglio e dicembre della stessa annata.

## Tracce
1. The Paradigm Shift – 3:47
2. Fools – 3:53
3. Beethoven – 5:25
4. Ascension Day – 5:45
5. The Impossible Dream – 4:49
6. Parade – 3:40
7. Ain't It Strange – 5:23
8. All in the Golden Afternoon – 3:35
9. Oh Patti – 1:45
10. Ivory Tower – 3:16
11. Faith – 3:56
12. Iron John – 3:44
13. The One Thing – 3:55
14. Some People – 4:37
15. Euphoria – 7:05
16. Apollo – 6:10